# 日本駐德國大使館
日本駐德國大使館（日语：在ドイツ日本大使館）是日本國駐在德意志聯邦共和國的最高外交代表機構，位於柏林蒂爾加滕區內，日本在德國其餘各地的領事館也都由其管轄。

## 歷史

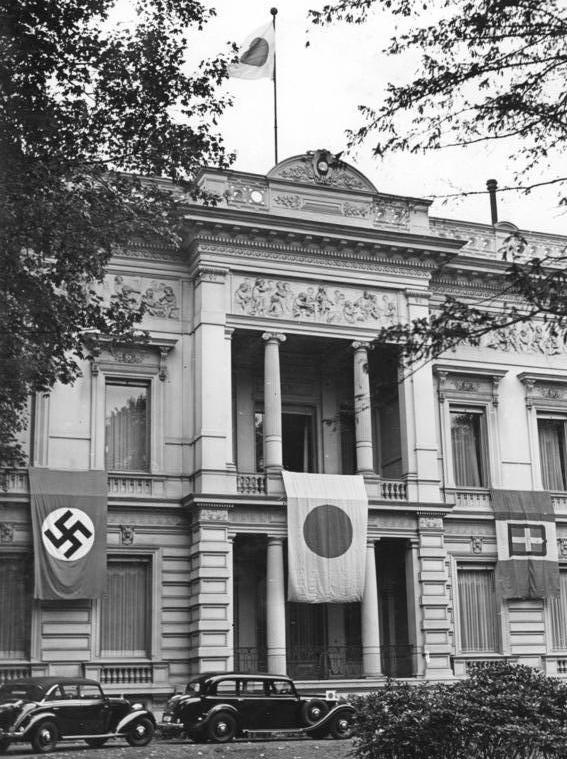
1940年的日本駐德大使館」，德日意三國國旗並列在門前

日本使館目前在廣島街的館址是於1938年敲定的，當時為了配合希特勒和亞伯特·史佩爾的首都改造計畫「日耳曼尼亞」，而將原日本大使館遷至指定的蒂爾加滕新使館區（即現址），並興建了比舊館更宏大的館舍。義大利駐德大使館則與日本使館隔街相望，這樣的位置亦是源自日耳曼尼亞計畫的安排，在當時間接象徵了「三國軸心」的意義。

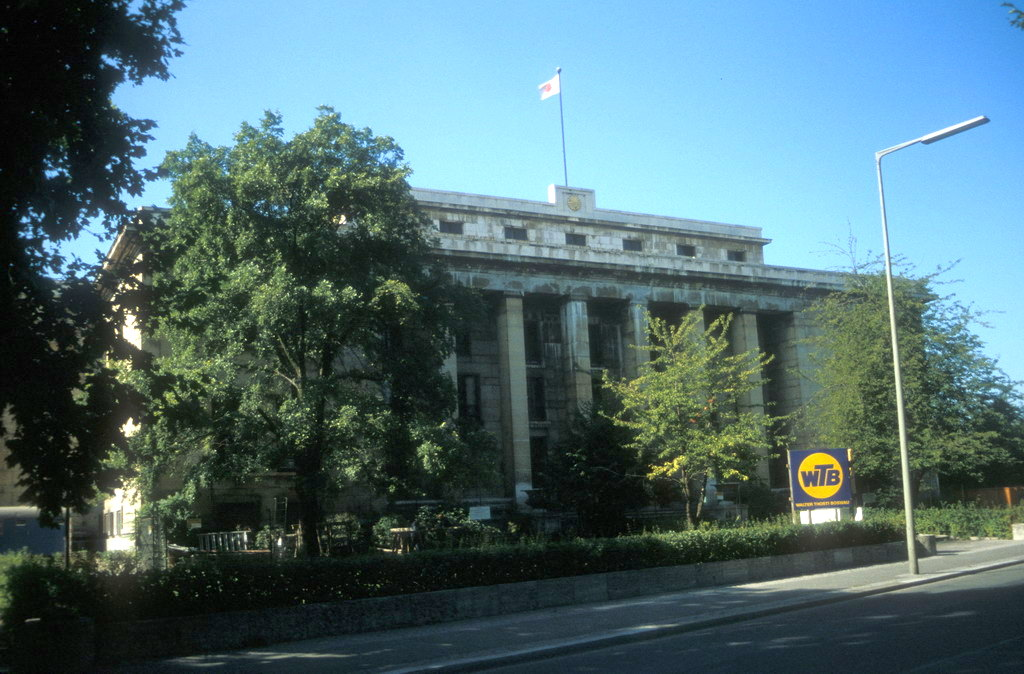
日本駐西德大使館

### 戰後

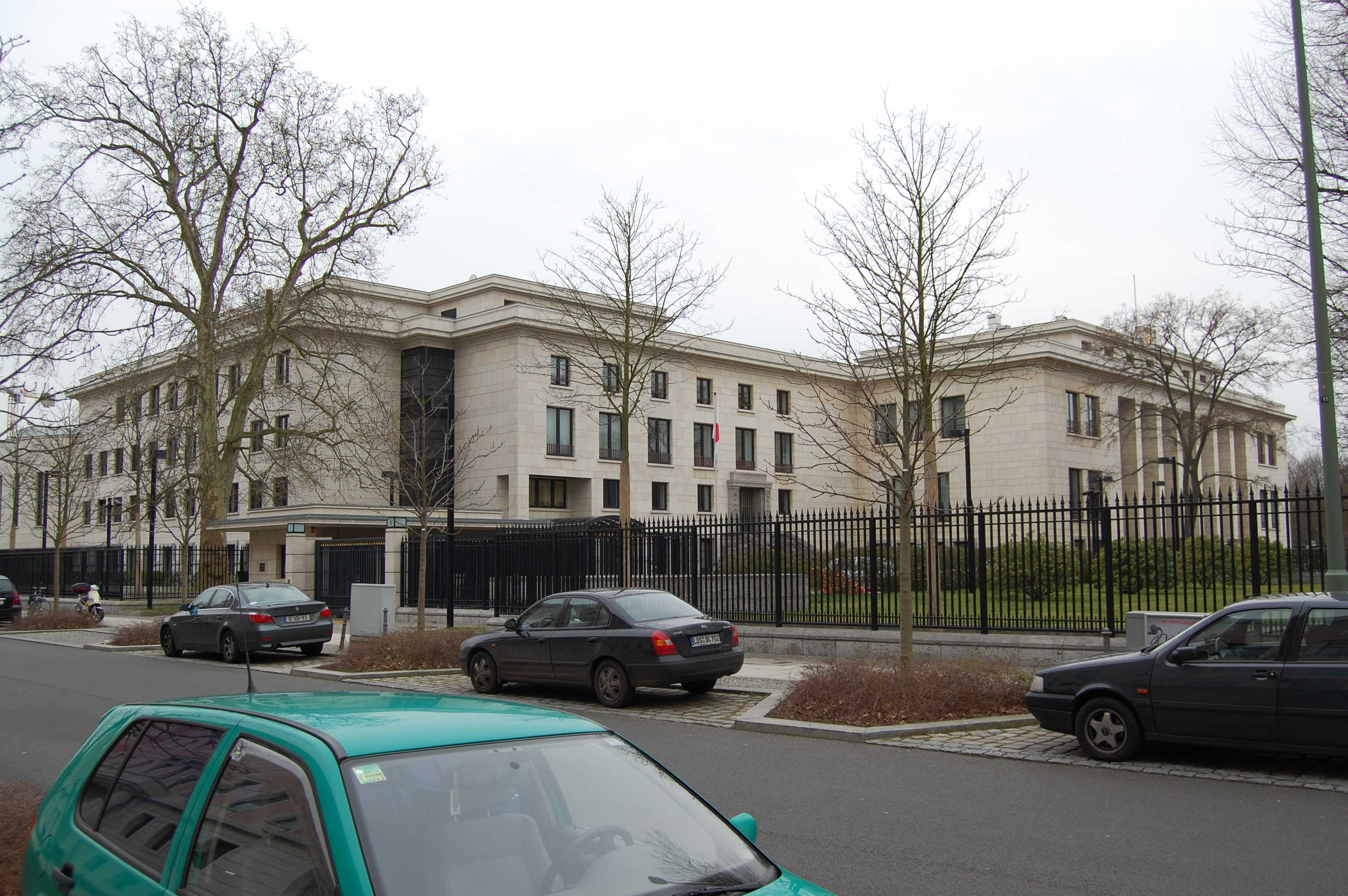
日本駐德大使館

二戰之後，此座館舍受到烽火破壞而長久閒置，而日本在德代表機構也分為西德駐日大使館與東德駐日大使館。兩德統一後的1991年，兩者再度合併成單一的日本駐德大使館。
為了配合日本大使館的開張，德日兩國的代表人員於1980年代中期決定翻新蒂爾加滕的日使館舊院區。2000年之前完成的變化內容包括將入口大門改設到廣島街上、並增設一座和風庭園。

## 領事區
日本駐德大使館的領事轄區包含柏林、布蘭登堡、梅克倫堡-西波美拉尼亞、薩克森、薩克森-安哈特、圖林根。
德國其他地區的日本領事館轄區如下：
- 日本駐杜塞道夫總領事館（北萊茵-西發里亞）
- 日本駐法蘭克福總領事館（萊茵蘭-普法爾茨、薩爾蘭、黑森）
- 日本駐慕尼黑總領事館（巴登-符腾堡、巴伐利亞）
- 日本常駐漢堡辦事處（不來梅、漢堡、下薩克森、什列斯威-霍爾斯坦）

## 位置資訊

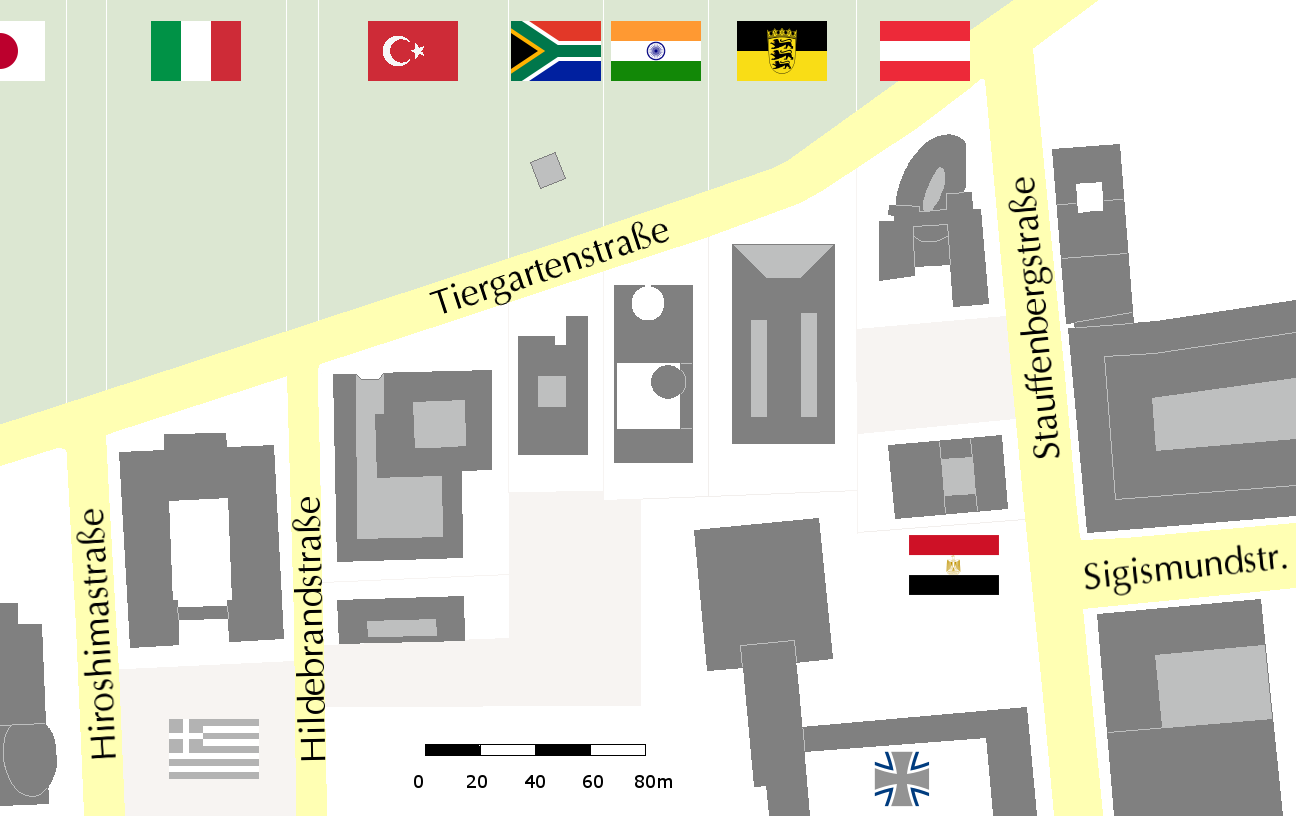
日本大使館所在的蒂爾加滕外國駐德使館區

日本駐德大使館館院位於蒂爾加滕區內的廣島街北端，門牌地址是該街6號。東側除了義大利大使館外，依次有土耳其大使館、南非大使館、印度大使館、奧地利大使館和埃及大使館。